# Stadio di Ta' Qali
Lo Stadio di Ta' Qali (in maltese, Ta' Qali Stadium Nazzjonali o Stadium Nazzjonali, molte volte chiamato in inglese National Stadium) è lo stadio nazionale di Malta. Sorge sull'altopiano Ta' Qali, presso Attard a 8 km da La Valletta ed è il più grande stadio del Paese.
L'impianto è sede dei più importanti incontri del campionato di calcio maltese, oltre che delle gare internazionali della Nazionale.
Lo stadio comprende 17.797 posti, sebbene per i concerti musicali possa arrivare a ospitare più di 35.000 persone.

## Trasporti
Lo stadio è attualmente servito da una fermata del trasporto pubblico maltese (Stadium), utilizzata da tre linee di autobus di superficie.